# قلم (سوره)
سوره قلم سوره ۶۸ از قرآن است و ۵۲ آیه دارد.
سیاق کلی آیات این سوره سیاق آیات مکی است.

## چکیده
این سوره پیامبر اسلام را به دنبال تهمت‌هایی که مشرکین به وی زده و او را دیوانه خوانده بودند، تسلیت و دلداری می‌دهد، و آن جناب را به شدیدترین وجهی از اطاعت مشرکین و مداهنه با آنان نهی نموده، امر اکید می‌کند که در برابر حکم پروردگارش صبر کند.

## فضیلت سوره
از پیامبر اسلام روایت شده فرمود هر که این سوره را قرائت کند خداوند ثواب کسانی‌که به آنها حلم بسیاری عطا نموده مرحمت فرماید.